# 2006 ワールド・ベースボール・クラシック

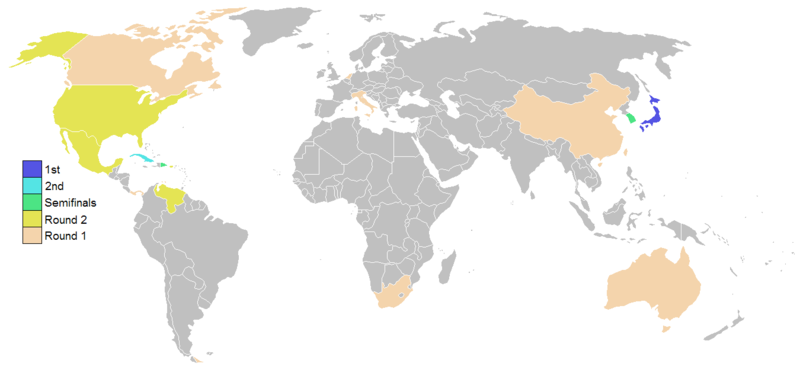
第1回大会参加国と順位

2006 ワールド・ベースボール・クラシック（英語: 2006 World Baseball Classic）は、野球の世界一決定戦ワールド・ベースボール・クラシック（以下、WBC）の第1回大会で、2006年3月3日から3月20日の間に行われた。この大会では日本代表が優勝を遂げ、WBCの初代王者となった。

## 大会概要
主催
- ワールド・ベースボール・クラシック・インク（WBCI）

日程
- 2006年3月2日 - 3月20日

開催国・地域
- 日本
- プエルトリコ
- アメリカ合衆国

出場国・地域
- 16か国・地域

試合数
- 39試合

大会収支
- 2006年5月12日に、ニューヨークで開かれた運営委員会において、大会収支が黒字であることが報告された。なお、詳細は公表されていない。

## 大会ルール
- 第1回大会の正式な開催要項は2005年オールスターゲームの前日に発表された。
- 16の参加国・地域を4チームずつ4組に分け、それぞれの地域で第1ラウンドを戦う。さらに各組の上位2チーム、合計8チームが4チームずつの2つのリーグに分かれてアメリカ合衆国で第2ラウンドを戦い、それぞれのリーグの上位2チームが決勝トーナメントに進出。その4チームで準決勝、決勝を行い優勝を決める。3位決定戦は行われず準決勝敗退の2チームが3位。
- 投手に関しては、投球数制限などが設けられている。第1回大会では、投球数は第1ラウンドが65球、第2ラウンドが80球、準決勝と決勝は95球に制限。投球中に制限数を迎えた投手は、その後の投球数に関係なく、その対戦打者が打席を終えるまで投球が認められる。
- 登板間隔は、50球以上投げた場合は中4日とする。30球以上50球未満の場合と30球未満でも連投した場合には中1日が義務付けられる。
- 第2ラウンドまではコールドゲーム規定（5・6回15点差以上、7・8回10点差以上）とする。
- 第1回大会においては、第1・第2ラウンドの試合は、延長戦は14回までとし、引き分け時の再試合は行わず、その場合は勝率を0.5勝と見なして計算する。第1・第2ラウンドの各総当たり戦でチームの勝率が並んだ場合の順位は以下の優先順位で決定される[4]。

1. 直接対決に勝ったチーム
2. 当該チーム間の試合における1イニングあたりの得失点差が最多のチーム
3. 当該チーム間の試合における1イニングあたりの自責点による得失点差が最多のチーム
4. 当該チーム間の試合における打率の高いチーム
5. コイントス

- 各国のプロリーグの開幕が迫っている状況を考慮し、選手達が可能な限り早く所属球団に戻ってシーズンの準備ができるように3位決定戦は行われない[5]。

## 開催地
| A組                               | B組                                     | B組                        | C組・2組                      |
| --------------------------------- | --------------------------------------- | -------------------------- | ----------------------------- |
| 東京                              | フェニックス                            | スコッツデール             | サンフアン                    |
| 東京ドーム                        | チェイス・フィールド                    | スコッツデール・スタジアム | ヒラム・ビソーン・ スタジアム |
|                                   |                                         |                            |                               |
| D組                               | 1組                                     | 決勝トーナメント           |                               |
| オーランド                        | アナハイム                              | サンディエゴ               |                               |
| クラッカー・ジャック・ スタジアム | エンゼル・スタジアム・ オブ・アナハイム | ペトコ・パーク             |                               |
|                                   |                                         |                            |                               |

## 大会の進行

### 出場国・地域と日程
MLB機構によって以下の16か国・地域が招待された。初開催のため、出場国は全て初出場である。
| 出場国・地域         | 所属連盟 | 出場回数 |
| -------------------- | -------- | -------- |
| 中華人民共和国       | BFA      | 初       |
| チャイニーズタイペイ | BFA      | 初       |
| 日本                 | BFA      | 初       |
| 韓国                 | BFA      | 初       |
| カナダ               | COPABE   | 初       |
| メキシコ             | COPABE   | 初       |
| 南アフリカ共和国     | ABSA     | 初       |
| アメリカ合衆国       | COPABE   | 初       |
| キューバ             | COPABE   | 初       |
| オランダ             | CEB      | 初       |
| パナマ               | COPABE   | 初       |
| プエルトリコ         | COPABE   | 初       |
| オーストラリア       | BCO      | 初       |
| ドミニカ共和国       | COPABE   | 初       |
| イタリア             | CEB      | 初       |
| ベネズエラ           | COPABE   | 初       |

| 中華人民共和国 チャイニーズタイペイ 日本 韓国 |

| 韓国 日本 メキシコ アメリカ合衆国 |

| 韓国 日本 |

| 日本 キューバ |

| カナダ メキシコ 南アフリカ共和国 アメリカ合衆国 |

| キューバ オランダ パナマ プエルトリコ |

| プエルトリコ キューバ ドミニカ共和国 ベネズエラ |

| ドミニカ共和国 キューバ |

| オーストラリア ドミニカ共和国 イタリア ベネズエラ |

| - ()内は日付。全て現地時間。 - 枠外は開催都市。枠内は出場国・地域。太字は各組勝利国・地域。 - 第1ラウンド・第2ラウンドは総当たりリーグ戦で試合を行う。 - 本ページの各種表記は以下に統一して表記する。 - X次リーグ・ラウンドX → 第Xラウンド - セミファイナル・ファイナル → 準決勝・決勝 - POOL X・Xブロック → X組 |

### 第1ラウンド
参加16か国・地域を各グループ4か国・地域の4グループに分け、それぞれ3月3日から3月10日まで総当たりリーグ戦を行い、上位2か国が第2ラウンドへ進出。（A組のみアメリカでの2次予選の遠征移動の都合上で3月3日から3月5日、その他の組は3月7日から3月10日に実施）

#### A組（アジアラウンド）
- 会場： 東京／東京ドーム
- 試合日時は日本時間(UTC+9)

| 順位 | チーム名             | 大韓民国の旗 | 日本の旗 | チャイニーズタイペイの旗 | 中華人民共和国の旗 | 勝数 | 敗数 | 得点 | 失点 |
| ---- | -------------------- | ------------ | -------- | ------------------------ | ------------------ | ---- | ---- | ---- | ---- |
| 1    | 韓国                 | -            | ○3-2     | ○2-0                     | ○10-1              | 3    | 0    | 15   | 3    |
| 2    | 日本                 | ●2-3         | -        | ○14-3                    | ○18-2              | 2    | 1    | 34   | 8    |
| 3    | チャイニーズタイペイ | ●0-2         | ●3-14    | -                        | ○12-3              | 1    | 2    | 15   | 19   |
| 4    | 中華人民共和国       | ●1-10        | ●2-18    | ●3-12                    | -                  | 0    | 3    | 6    | 40   |

| 日程         | 試合開始 | 先攻                 | スコア | 後攻                 | 回 | 会場       | 試合時間  | 観客動員 | 試合詳細 |
| ------------ | -------- | -------------------- | ------ | -------------------- | -- | ---------- | --------- | -------- | -------- |
| 2006年3月3日 | 11:30    | 韓国                 | 2–0    | チャイニーズタイペイ |    | 東京ドーム | 3時間19分 | 5,193人  | Boxscore |
| 2006年3月3日 | 18:30    | 日本                 | 18–2   | 中華人民共和国       | 8  | 東京ドーム | 3時間04分 | 15,869人 | Boxscore |
| 2006年3月4日 | 11:00    | 中華人民共和国       | 1–10   | 韓国                 |    | 東京ドーム | 2時間52分 | 3,925人  | Boxscore |
| 2006年3月4日 | 18:00    | 日本                 | 14–3   | チャイニーズタイペイ | 7  | 東京ドーム | 3時間10分 | 31,047人 | Boxscore |
| 2006年3月5日 | 11:00    | チャイニーズタイペイ | 12–3   | 中華人民共和国       |    | 東京ドーム | 3時間31分 | 4,577人  | Boxscore |
| 2006年3月5日 | 18:00    | 韓国                 | 3–2    | 日本                 |    | 東京ドーム | 3時間02分 | 40,353人 | Boxscore |

- 全勝の韓国と、チャイニーズタイペイと中国に大勝した日本が第2ラウンドに進出。

アジアグループはアサヒビールの特別協賛により「アサヒスーパードライ プレゼンツ・ワールド・ベースボール・クラシック アジアラウンド」の名称で開催された。また大会直前の2月24日から2月26日は福岡Yahoo!JAPANドームで、2月28日から3月1日は東京ドームにて、日本代表を含むアジアラウンド出場4か国と日本のプロ野球チーム（12球団選抜、千葉ロッテマリーンズ、読売ジャイアンツなど）との練習試合が行われた。

#### B組（アメリカAラウンド）
- 会場： アリゾナ州フェニックス／チェイス・フィールド（7日・8日第1試合、9日）
- 会場： アリゾナ州スコッツデール／スコッツデール・スタジアム（7日・8日第2試合、10日）
- 試合日時はアメリカ中部夏時間(UTC-5)

| 順位 | チーム名         | メキシコの旗 | アメリカ合衆国の旗 | カナダの旗 | 南アフリカ共和国の旗 | 勝数 | 敗数 | 得点 | 失点 | 得失点差 |
| ---- | ---------------- | ------------ | ------------------ | ---------- | -------------------- | ---- | ---- | ---- | ---- | -------- |
| 1    | メキシコ         | -            | ●0-2               | ○9-1       | ○10-4                | 2    | 1    | 19   | 7    | +6       |
| 2    | アメリカ合衆国   | ○2-0         | -                  | ●6-8       | ○17-0                | 2    | 1    | 25   | 8    | 0        |
| 3    | カナダ           | ●1-9         | ○8-6               | -          | ○11-8                | 2    | 1    | 20   | 23   | -6       |
| 4    | 南アフリカ共和国 | ●4-10        | ●0-17              | ●8-11      | -                    | 0    | 3    | 12   | 38   | -        |

| 日程          | 試合開始 | 先攻             | スコア | 後攻             | 回 | 会場                       | 試合時間  | 観客動員 | 試合詳細 |
| ------------- | -------- | ---------------- | ------ | ---------------- | -- | -------------------------- | --------- | -------- | -------- |
| 2006年3月7日  | 14:00    | メキシコ         | 0–2    | アメリカ合衆国   |    | チェイス・フィールド       | 2時間06分 | 32,727人 | Boxscore |
| 2006年3月7日  | 19:00    | カナダ           | 11–8   | 南アフリカ共和国 |    | スコッツデール・スタジアム | 3時間38分 | 5,829人  | Boxscore |
| 2006年3月8日  | 14:00    | カナダ           | 8–6    | アメリカ合衆国   |    | チェイス・フィールド       | 3時間02分 | 16,993人 | Boxscore |
| 2006年3月8日  | 19:00    | 南アフリカ共和国 | 4–10   | メキシコ         |    | スコッツデール・スタジアム | 3時間17分 | 7,937人  | Boxscore |
| 2006年3月9日  | 18:00    | メキシコ         | 9–1    | カナダ           |    | チェイス・フィールド       | 3時間00分 | 15,744人 | Boxscore |
| 2006年3月10日 | 13:00    | アメリカ合衆国   | 17–0   | 南アフリカ共和国 | 5  | スコッツデール・スタジアム | 1時間47分 | 11,975人 | Boxscore |

- 3チームが2勝1敗で並び、大会規定による当該チーム間の失点率でメキシコとアメリカが第2ラウンドに進出。

#### C組（プエルトリコラウンド）
- 会場： サンフアン／ヒラム・ビソーン・スタジアム
- 試合日時はプエルトリコ時間(UTC+4)

| 順位 | チーム名     | プエルトリコの旗 | キューバの旗 | オランダの旗 | パナマの旗 | 勝数 | 敗数 | 得点 | 失点 |
| ---- | ------------ | ---------------- | ------------ | ------------ | ---------- | ---- | ---- | ---- | ---- |
| 1    | プエルトリコ | -                | ○12-2        | ○8-3         | ○2-1       | 3    | 0    | 22   | 6    |
| 2    | キューバ     | ●2-12            | -            | ○11-2        | ○8-6       | 2    | 1    | 21   | 20   |
| 3    | オランダ     | ●3-8             | ●2-11        | -            | ○10-0      | 1    | 2    | 15   | 19   |
| 4    | パナマ       | ●1-2             | ●6-8         | ●0-10        | -          | 0    | 3    | 7    | 20   |

| 日程          | 試合開始 | 先攻         | スコア | 後攻         | 回 | 会場                         | 試合時間  | 観客動員 | 試合詳細 |
| ------------- | -------- | ------------ | ------ | ------------ | -- | ---------------------------- | --------- | -------- | -------- |
| 2006年3月7日  | 20:00    | パナマ       | 1–2    | プエルトリコ |    | ヒラム・ビソーン・スタジアム | 2時間47分 | 19,043人 | Boxscore |
| 2006年3月8日  | 14:00    | キューバ     | 8–6    | パナマ       | 11 | ヒラム・ビソーン・スタジアム | 4時間11分 | 6,129人  | Boxscore |
| 2006年3月8日  | 20:30    | プエルトリコ | 8–3    | オランダ     |    | ヒラム・ビソーン・スタジアム | 3時間29分 | 15,570人 | Boxscore |
| 2006年3月9日  | 20:00    | キューバ     | 11–2   | オランダ     |    | ヒラム・ビソーン・スタジアム | 3時間19分 | 7,657人  | Boxscore |
| 2006年3月10日 | 14:00    | オランダ     | 10–0   | パナマ       | 7  | ヒラム・ビソーン・スタジアム | 2時間18分 | 6,337人  | Boxscore |
| 2006年3月10日 | 20:30    | プエルトリコ | 12–2   | キューバ     | 7  | ヒラム・ビソーン・スタジアム | 3時間01分 | 19,736人 | Boxscore |

- 全勝のプエルトリコと2勝1敗のキューバが第2ラウンド進出。

#### D組（アメリカBラウンド）
- 会場： フロリダ州オーランド／クラッカー・ジャック・スタジアム
- 試合日時はアメリカ東部夏時間(UTC-4)

| 順位 | チーム名       | ドミニカ共和国の旗 | ベネズエラの旗 | イタリアの旗 | オーストラリアの旗 | 勝数 | 敗数 | 得点 | 失点 |
| ---- | -------------- | ------------------ | -------------- | ------------ | ------------------ | ---- | ---- | ---- | ---- |
| 1    | ドミニカ共和国 | -                  | ○11-5          | ○8-3         | ○6-4               | 3    | 0    | 25   | 12   |
| 2    | ベネズエラ     | ●5-11              | -              | ○6-0         | ○2-0               | 2    | 1    | 13   | 11   |
| 3    | イタリア       | ●3-8               | ●0-6           | -            | ○10-0              | 1    | 2    | 13   | 14   |
| 4    | オーストラリア | ●4-6               | ●0-2           | ●0-10        | -                  | 0    | 3    | 4    | 18   |

| 日程          | 試合開始 | 先攻           | スコア | 後攻           | 回 | 会場                             | 試合時間  | 観客動員 | 試合詳細 |
| ------------- | -------- | -------------- | ------ | -------------- | -- | -------------------------------- | --------- | -------- | -------- |
| 2006年3月7日  | 13:00    | ドミニカ共和国 | 11–5   | ベネズエラ     |    | クラッカー・ジャック・スタジアム | 3時間16分 | 10,645人 | Boxscore |
| 2006年3月7日  | 20:00    | オーストラリア | 0–10   | イタリア       | 7  | クラッカー・ジャック・スタジアム | 2時間16分 | 8,099人  | Boxscore |
| 2006年3月8日  | 19:00    | イタリア       | 0–6    | ベネズエラ     |    | クラッカー・ジャック・スタジアム | 2時間48分 | 10,101人 | Boxscore |
| 2006年3月9日  | 13:00    | イタリア       | 3–8    | ドミニカ共和国 |    | クラッカー・ジャック・スタジアム | 2時間39分 | 9,949人  | Boxscore |
| 2006年3月9日  | 20:00    | ベネズエラ     | 2–0    | オーストラリア |    | クラッカー・ジャック・スタジアム | 2時間45分 | 10,111人 | Boxscore |
| 2006年3月10日 | 19:00    | オーストラリア | 4–6    | ドミニカ共和国 |    | クラッカー・ジャック・スタジアム | 2時間52分 | 11,083人 | Boxscore |

- 全勝のドミニカ共和国と、イタリアとオーストラリアに完封勝ちのベネズエラが第2ラウンド進出。

### 第2ラウンド
A組とB組、C組とD組のそれぞれ上位2か国・地域が同じ組となり、アメリカ・カリフォルニア州アナハイムのエンゼル・スタジアム・オブ・アナハイムとプエルトリコ・サンフアンのヒラム・ビソーン・スタジアムで3月13日から3月15日までの3日間で総当たりリーグ戦を行った。上位2か国が準決勝進出。

#### 1組（アメリカラウンド）
- 会場： カリフォルニア州アナハイム／エンゼル・スタジアム・オブ・アナハイム
- 試合日時はアメリカ西部夏時間(UTC-7)

| 順位 | チーム名       | 大韓民国の旗 | 日本の旗 | アメリカ合衆国の旗 | メキシコの旗 | 勝数 | 敗数 | 得点 | 失点 | 得失点差 |
| ---- | -------------- | ------------ | -------- | ------------------ | ------------ | ---- | ---- | ---- | ---- | -------- |
| 1    | 韓国           | -            | ○2-1     | ○7-3               | ○2-1         | 3    | 0    | 11   | 5    | -        |
| 2    | 日本           | ●1-2         | -        | ●3-4               | ○6-1         | 1    | 2    | 10   | 7    | +4       |
| 3    | アメリカ合衆国 | ●3-7         | ○4-3     | -                  | ●1-2         | 1    | 2    | 8    | 12   | 0        |
| 4    | メキシコ       | ●1-2         | ●1-6     | ○2-1               | -            | 1    | 2    | 4    | 9    | -4       |

| 日程          | 試合開始 | 先攻           | スコア | 後攻           | 回 | 会場                                   | 試合時間  | 観客動員 | 試合詳細 |
| ------------- | -------- | -------------- | ------ | -------------- | -- | -------------------------------------- | --------- | -------- | -------- |
| 2006年3月12日 | 13:00    | 日本           | 3–4    | アメリカ合衆国 |    | エンゼル・スタジアム・オブ・アナハイム | 3時間09分 | 32,896人 | Boxscore |
| 2006年3月12日 | 20:00    | メキシコ       | 1–2    | 韓国           |    | エンゼル・スタジアム・オブ・アナハイム | 2時間57分 | 42,979人 | Boxscore |
| 2006年3月13日 | 19:00    | アメリカ合衆国 | 3–7    | 韓国           |    | エンゼル・スタジアム・オブ・アナハイム | 3時間27分 | 21,288人 | Boxscore |
| 2006年3月14日 | 16:00    | 日本           | 6–1    | メキシコ       |    | エンゼル・スタジアム・オブ・アナハイム | 2時間36分 | 16,591人 | Boxscore |
| 2006年3月15日 | 19:00    | 韓国           | 2–1    | 日本           |    | エンゼル・スタジアム・オブ・アナハイム | 2時間44分 | 39,679人 | Boxscore |
| 2006年3月16日 | 16:30    | アメリカ合衆国 | 1–2    | メキシコ       |    | エンゼル・スタジアム・オブ・アナハイム | 2時間50分 | 38,284人 | Boxscore |

- 3か国が1勝2敗で並び、大会規定による当該チーム間での失点率で日本が準決勝に進出した。

第1ラウンドではアメリカがカナダ、日本が韓国に敗れるという波乱があったが、アメリカと日本の準決勝進出が有力視されていた。しかし、韓国代表が3戦全勝で準決勝進出を決定した以外は混沌のリーグ戦となった。
アメリカは日本に辛勝したものの、韓国戦では先発のドントレル・ウィリスがカナダ戦と同様に乱調、最終戦のメキシコにも負けて1勝2敗。日本もアメリカ戦、韓国戦と惜敗して1勝2敗。メキシコはアメリカにのみ勝利してやはり1勝2敗と戦績で3か国が並んだために、ルールによって当該チーム間の(=それぞれ韓国戦を除いた)失点率が最も良かった日本が準決勝進出となった。日本では「アナハイムの奇跡」と大きく報じられた。

#### 2組（プエルトリコラウンド）
- 会場： サンフアン／ヒラム・ビソーン・スタジアム
- 試合日時はプエルトリコ時間(UTC+4)

| 順位 | チーム名       | ドミニカ共和国の旗 | キューバの旗 | ベネズエラの旗 | プエルトリコの旗 | 勝数 | 敗数 | 得点 | 失点 |
| ---- | -------------- | ------------------ | ------------ | -------------- | ---------------- | ---- | ---- | ---- | ---- |
| 1    | ドミニカ共和国 | -                  | ○7-3         | ○2-1           | ●1-7             | 2    | 1    | 10   | 11   |
| 2    | キューバ       | ●3-7               | -            | ○7-2           | ○4-3             | 2    | 1    | 14   | 12   |
| 3    | ベネズエラ     | ●1-2               | ●2-7         | -              | ○6-0             | 1    | 2    | 9    | 9    |
| 4    | プエルトリコ   | ○7-1               | ●3-4         | ●0-6           | -                | 1    | 2    | 10   | 11   |

| 日程          | 試合開始 | 先攻           | スコア | 後攻           | 回 | 会場                         | 試合時間  | 観客動員 | 試合詳細 |
| ------------- | -------- | -------------- | ------ | -------------- | -- | ---------------------------- | --------- | -------- | -------- |
| 2006年3月12日 | 14:00    | キューバ       | 7–2    | ベネズエラ     |    | ヒラム・ビソーン・スタジアム | 2時間56分 | 13,697人 | Boxscore |
| 2006年3月12日 | 21:00    | プエルトリコ   | 7–1    | ドミニカ共和国 |    | ヒラム・ビソーン・スタジアム | 3時間01分 | 19,692人 | Boxscore |
| 2006年3月13日 | 14:00    | ドミニカ共和国 | 7–3    | キューバ       |    | ヒラム・ビソーン・スタジアム | 3時間48分 | 6,594人  | Boxscore |
| 2006年3月13日 | 20:00    | ベネズエラ     | 6–0    | プエルトリコ   |    | ヒラム・ビソーン・スタジアム | 3時間09分 | 19,400人 | Boxscore |
| 2006年3月14日 | 20:00    | ベネズエラ     | 1–2    | ドミニカ共和国 |    | ヒラム・ビソーン・スタジアム | 3時間02分 | 13,007人 | Boxscore |
| 2006年3月15日 | 20:00    | キューバ       | 4–3    | プエルトリコ   |    | ヒラム・ビソーン・スタジアム | 3時間56分 | 19,773人 | Boxscore |

- 2勝1敗で並んだドミニカ共和国とキューバが準決勝進出。

ドミニカ共和国、ベネズエラ、キューバ、プエルトリコという中米の強豪国が集合したいわゆる死のグループとなった。このグループ分けは抽選ではなく事前に決められていたために批判の的となった。

### 準決勝・決勝
第2ラウンドで各組の1位と2位が、そのまま3月18日にアメリカのカリフォルニア州サンディエゴにあるペトコ・パークで準決勝2試合を行った。勝利した日本とキューバが決勝進出となった。
|  | 準決勝         | 準決勝   |   |  | 決勝 | 決勝 |
|  |                |          |   |  |      |      |
|  |                |          |   |  |      |      |
|  | 日本           | 6        |   |  |      |      |
|  | 韓国           | 0        |   |  |      |      |
|  |                |          |   |  |      |      |
|  | 日本           | 10       |   |  |      |      |
|  |                | キューバ | 6 |  |      |      |
|  |                |          |   |  |      |      |
|  | キューバ       | 3        |   |  |      |      |
|  | ドミニカ共和国 | 1        |   |  |      |      |

| 日程          | 試合開始 | 先攻     | スコア | 後攻           | 回 | 会場           | 試合時間  | 観客動員 | 試合詳細 |
| ------------- | -------- | -------- | ------ | -------------- | -- | -------------- | --------- | -------- | -------- |
| 2006年3月18日 | 12:00    | キューバ | 3–1    | ドミニカ共和国 |    | ペトコ・パーク | 3時間42分 | 41,268人 | Boxscore |
| 2006年3月18日 | 19:00    | 日本     | 6–0    | 韓国           |    | ペトコ・パーク | 2時間40分 | 42,639人 | Boxscore |
| 2006年3月20日 | 18:00    | 日本     | 10–6   | キューバ       |    | ペトコ・パーク | 3時間40分 | 42,696人 | Boxscore |

#### 準決勝1組
- 3月18日
- 会場： カリフォルニア州サンディエゴ／ペトコ・パーク
- 試合日時はアメリカ西部夏時間(UTC-7)

|      | 1 | 2 | 3 | 4 | 5 | 6 | 7 | 8 | 9 | R | H  | E |
| ---- | - | - | - | - | - | - | - | - | - | - | -- | - |
| 日本 | 0 | 0 | 0 | 0 | 0 | 0 | 5 | 1 | 0 | 6 | 11 | 0 |
| 韓国 | 0 | 0 | 0 | 0 | 0 | 0 | 0 | 0 | 0 | 0 | 4  | 0 |

1. 勝利：上原浩治 2勝
2. 敗戦：全炳斗 1敗
3. 本塁打
日：福留孝介 2号2ラン（金炳賢）、多村仁志 3号ソロ（裵英洙）
4. 観客動員数: 42,639人　試合開始: 19時00分　試合時間: 2時間40分(中断45分)

日本と韓国は予選リーグから数えて短期間で3度目の対戦となった。対韓国戦2連敗の日本はオーダーに大きく手を加え、これまでリードオフマン（1番）として起用してきたイチローを3番に据えた。先発は上原浩治と徐在応。6回までは単発のヒットは出るものの両軍共に無得点と過去2回の対戦と同様の典型的な投手戦となった。
しかし、7回の表、先頭打者の4番松中信彦がライト線への二塁打を放ち、試合は大きく動いた。ここで韓国は金炳賢をマウンドに送り、後続の多村仁志を凡退させた。日本は、これまで完全に抑えこまれていたためにスタメン落ちしていた福留孝介を代打として送り出した。福留は期待に応えてライトスタンドへ2点本塁打。金炳賢はこれに動揺したか次打者の小笠原道大に死球、審判により警告を受け、さらに暴投で1死2塁となったところで里崎智也にエンタイトルツーベースを打たれ、3点目を献上。その後、川﨑宗則のセカンドゴロが進塁打となったものの二死。しかし、ここから日本は宮本慎也、西岡剛、イチローが三連打。打者一巡で5点を挙げた。8回の表にも多村のソロ本塁打で追加点を挙げ、日本は上原が7回を無失点、8回は薮田安彦、9回には守護神大塚晶則を投入し完封リレー。6-0と完勝で決勝へと駒を進めた。一方の韓国は日本に1次、2次の両ラウンドでは勝利していたが、まさかの敗戦を喫した。

#### 準決勝2組
- 3月18日
- 会場： カリフォルニア州サンディエゴ／ペトコ・パーク
- 試合日時はアメリカ西部夏時間(UTC-7)

|                | 1 | 2 | 3 | 4 | 5 | 6 | 7 | 8 | 9 | R | H  | E |
| -------------- | - | - | - | - | - | - | - | - | - | - | -- | - |
| キューバ       | 0 | 0 | 0 | 0 | 0 | 0 | 3 | 0 | 0 | 3 | 12 | 3 |
| ドミニカ共和国 | 0 | 0 | 0 | 0 | 0 | 1 | 0 | 0 | 0 | 1 | 8  | 1 |

1. 勝利：ペドロ・ラソ 1勝
2. 敗戦：オダリス・ペレス 2勝1敗
3. 観客動員数: 41,268人　試合開始: 12時00分　試合時間: 3時間42分

アマチュア軍団とMLBのオールスターが中南米最強の座を争うことになった。2次予選では強力打線のドミニカが7-3で勝利を収めているが、準決勝は予想に反して投手戦となった。
キューバは、大会当初はリリーフながら無失点の活躍を見せたヤデル・マルティを先発に起用。対するドミニカは大黒柱であるバートロ・コローンが先発。両投手はともに5回まで0点に抑えるが、6回裏二死から二塁手ユリエスキー・グリエルの失策でドミニカが先制。しかしキューバの抑えの切り札ペドロ・ラソが後続を断ち、逆転に望みをつないだ。コローンは好投を続けていたが、指に血マメができてしまい7回からオダリス・ペレスに継投。その7回表、キューバはグリエルが内野安打で出塁し、失策・捕逸をからめ内野ゴロの間に同点、さらに主砲オスマニー・ウルティアの適時打とアレクセイ・ラミレスの犠飛で3-1と逆転に成功した。ラソは7回以降もドミニカ打線を封じ、このリードを守りきってキューバに勝利をもたらした。
両軍投手陣の好投により打線が寸断される中、追加点の好機を活かせなかったドミニカとミスにつけ込んでしたたかに得点を重ねたキューバ。数少ない得点機での攻防が勝敗を分ける結果になった。

#### 決勝
準決勝で勝利した日本とキューバが決勝戦1試合を行った。メジャーリーガーが出場する初めての国別対抗の野球世界一決定戦となったが、決勝戦ではメジャーリーガーは日本のイチローと大塚晶則の2選手のみとなった。試合は10-6で日本が勝利し初代王者となった。
- 3月20日
- 会場： カリフォルニア州サンディエゴ／ペトコ・パーク
- 試合日時はアメリカ西部夏時間(UTC-7)

|          | 1 | 2 | 3 | 4 | 5 | 6 | 7 | 8 | 9 | R  | H  | E |
| -------- | - | - | - | - | - | - | - | - | - | -- | -- | - |
| 日本     | 4 | 0 | 0 | 0 | 2 | 0 | 0 | 0 | 4 | 10 | 10 | 3 |
| キューバ | 1 | 0 | 0 | 0 | 0 | 2 | 0 | 2 | 1 | 6  | 11 | 1 |

1. 勝利：松坂大輔 3勝
2. セーブ：大塚晶則 1S
3. 敗戦：オルマリ・ロメロ 2勝1敗
4. 本塁打
キ：エドゥアルド・パレ 1号ソロ（松坂大輔）、フレデリク・セペダ 2号2ラン（藤田宗一）
5. 観客動員数: 42,696人　試合開始: 18時00分　試合時間: 3時間40分

キューバは準決勝のドミニカ共和国戦において、二枚看板といえるエース級のマルティ、そしてラソがそれぞれ先発・ロングリリーフで登板したために、WBC特別ルールによって決勝戦には登板できなかった。一方、日本は韓国戦において上原が7回まで抑えて中継ぎ陣を温存できたため、投手陣に余裕を持たせていた。その投手力の違いは1回表の日本の攻撃から明確に表れた。
キューバは2本の内野安打と四球で1死満塁とされたところで、早くも先発のオルマリ・ロメロをあきらめてビショアンドリ・オデリンに継投。しかし、オデリンも制球が定まらずに四球とデッドボールで2点を献上した。日本は今江敏晃がセンター前への適時打を放ってさらに2点を追加、初回に一挙4点を挙げた。
日本の先発・松坂大輔は1回裏に先頭打者エドゥアルド・パレに本塁打を浴びたものの、これで気が引き締まったのか4回までをこの1失点のみに抑え、5奪三振の好投。日本は5回表にもイチローの二塁打が口火を切り、ヒット3本と犠牲バント、犠牲フライで2点を奪った。5回終了時点でキューバは5人もの投手をマウンドに送った。
一方、日本も早めの継投で5回から渡辺俊介をマウンドに送った。実は試合開始直前の投球練習で松坂は首の筋を痛めており、1回表の攻撃が長かったおかげで、その間にマッサージを施してある程度は回復していたものの、コンディションは決して万全ではなかった。このため渡辺の登板はかなり繰り上げられたものであったという。渡辺は6回裏にエラーがらみで2点を奪われたものの3回0/3を好投した。しかし、このあたりから準決勝までは軽快な動きを見せていた川崎が内野ゴロをファンブルするなど、日本の内野陣に緊張が見られるようになった。攻撃面でも6、7、8回は3回連続で三者凡退に終わり精彩を欠いた。
8回裏、キューバの先頭打者に内野安打が出たところで渡辺は降板、藤田宗一が投入された。藤田は1アウトを取るもののフレデリク・セペダに2点本塁打を浴び、スコアは6-5と1点差。ここで王監督は抑えの守護神・大塚をマウンドに送った。大塚はわずか4球で二つのアウトを取り最終回へ。
9回の表、日本は途中出場の金城龍彦がエラーで塁に出るものの、川崎の送りバントがキューバの好守に阻まれて失敗し一死一塁。しかし、西岡剛のセーフティプッシュバントが成功して一死一、二塁とした。ここで次のイチローは見事にライト前ヒットを放ち、二塁から川崎が本塁に突入。捕手のタッチをかい潜り日本は貴重な追加点を得た（詳しくは神の右手を参照）。キューバはこの後、一死二、三塁のピンチから松中を敬遠で塁を埋めた。ここで王監督は韓国戦で代打本塁打を放った福留を打席に送った。福留は今回も期待に応えてタイムリーヒット、日本は2点を追加した。さらに小笠原の犠牲フライでこの回だけで4点を挙げ、勝負はほぼ決まった。
その裏、大塚は二塁打、内野安打を打たれて1点を献上するものの、最後は二者連続三振でゲームセット。日本が世界一と初代王者の栄冠を勝ち取った。

## 最終成績

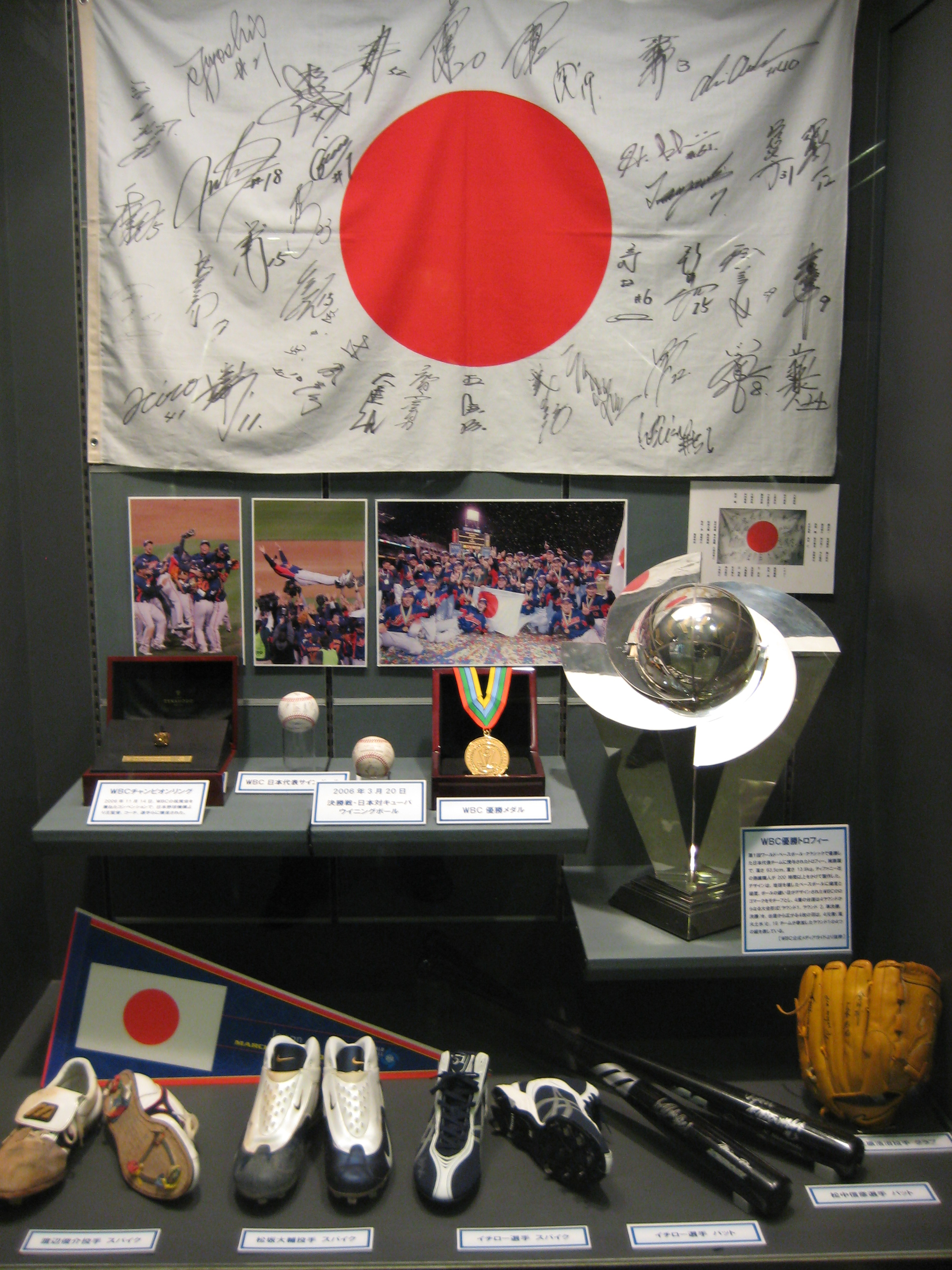
チャンピオントロフィー

| 成績            | 成績 | 国・地域             | 試合 | 勝数 | 敗数 | 勝率 | 得点 | 失点 |
| --------------- | ---- | -------------------- | ---- | ---- | ---- | ---- | ---- | ---- |
| 優勝            | 1位  | 日本                 | 8    | 5    | 3    | .625 | 60   | 21   |
| 準優勝          | 2位  | キューバ             | 8    | 5    | 3    | .625 | 44   | 43   |
| ベスト4         | 3位  | 韓国                 | 7    | 6    | 1    | .857 | 26   | 14   |
| ベスト4         | 4位  | ドミニカ共和国       | 7    | 5    | 2    | .714 | 36   | 26   |
| ベスト8         | 5位  | プエルトリコ         | 6    | 4    | 2    | .667 | 32   | 17   |
| ベスト8         | 6位  | メキシコ             | 6    | 3    | 3    | .500 | 23   | 16   |
| ベスト8         | 7位  | ベネズエラ           | 6    | 3    | 3    | .500 | 22   | 20   |
| ベスト8         | 8位  | アメリカ合衆国       | 6    | 3    | 3    | .500 | 33   | 20   |
| 第1ラウンド敗退 | 9位  | カナダ               | 3    | 2    | 1    | .667 | 20   | 23   |
| 第1ラウンド敗退 | 10位 | イタリア             | 3    | 1    | 2    | .333 | 13   | 14   |
| 第1ラウンド敗退 | 11位 | オランダ             | 3    | 1    | 2    | .333 | 15   | 19   |
| 第1ラウンド敗退 | 12位 | チャイニーズタイペイ | 3    | 1    | 2    | .333 | 15   | 19   |
| 第1ラウンド敗退 | 13位 | オーストラリア       | 3    | 0    | 3    | .000 | 4    | 18   |
| 第1ラウンド敗退 | 14位 | パナマ               | 3    | 0    | 3    | .000 | 7    | 20   |
| 第1ラウンド敗退 | 15位 | 中華人民共和国       | 3    | 0    | 3    | .000 | 6    | 40   |
| 第1ラウンド敗退 | 16位 | 南アフリカ共和国     | 3    | 0    | 3    | .000 | 12   | 38   |

成績右列は、IBAFによる順位。

## 表彰選手
主催者であるMLBは当初個人賞を設ける予定がなかったが、決勝当日、最優秀選手賞（MVP）と優秀選手賞（12名）を設定することを急遽決定した。選考は各国メディア5社の投票によって行われた。この12人の選手は、2006年WBCベストナインと称されることもある。
| 守備位置          | 選出選手                   | 所属球団                               |
| 最優秀選手（MVP） | 最優秀選手（MVP）          | 最優秀選手（MVP）                      |
| ----------------- | -------------------------- | -------------------------------------- |
|                   | 松坂大輔                   | 西武ライオンズ                         |
| 優秀選手          |                            |                                        |
| 投手              | 松坂大輔                   | 西武ライオンズ                         |
| 投手              | ヤデル・マルティ           | レオネス・デ・インダストリアレス       |
| 投手              | 朴賛浩                     | サンディエゴ・パドレス                 |
| 捕手              | 里崎智也                   | 千葉ロッテマリーンズ                   |
| 一塁手            | 李承燁                     | 読売ジャイアンツ                       |
| 二塁手            | ユリエスキ・グリエル       | ガジョス・デ・サンクティ・スピリトゥス |
| 三塁手            | エイドリアン・ベルトレ     | シアトル・マリナーズ                   |
| 遊撃手            | デレク・ジーター           | ニューヨーク・ヤンキース               |
| 外野手            | イチロー                   | シアトル・マリナーズ                   |
| 外野手            | 李鍾範                     | 起亜タイガース                         |
| 外野手            | ケン・グリフィー・ジュニア | シンシナティ・レッズ                   |
| 指名打者          | ヨアンディ・ガルロボ       | ココドゥリロス・デ・マタンサス         |

## 個人記録
参考
| 記録       | 選手 | 記録数       |
| ---------- | --- | ------------ |
| 安打       | 松中信彦 | 13安打       |
| 本塁打     | 李承燁 | 5本          |
| 打点       | K.グリフィー 李承燁 | 10打点       |
| 得点       | 松中信彦 | 11得点       |
| 二塁打     | 李鍾範 | 6本          |
| 三塁打     | 岩村明憲、小笠原道大、西岡剛 M.エンリケス 朴龍澤 K.ガルシア D.ジーター、J.デイモン S.クラップ、A.スターン、 R.ラドマノビッチ、A.ガイエル F.カタラノット、V.パスクチ J.クック           | 1本 (15名)   |
| 三振       | 多村仁志 | 9三振        |
| 盗塁       | 西岡剛 | 5盗塁        |
| 出場試合数 | 里崎智也、岩村明憲、松中信彦、小笠原道大、西岡剛、 川﨑宗則、多村仁志、福留孝介、イチロー A.ペスタノ、E.パレ、Y.グリエル、 M.エンリケス、A.ボレロ、F.セペダ、 Y.ガルロボ、O.ウルティア | 8試合 (17名) |
| 打数       | E.パレ | 35打数       |

| 記録       | 選手                                                                                          | 記録数           |
| ---------- | --------------------------------------------------------------------------------------------- | ---------------- |
| 勝利投手   | 松坂大輔                                                                                      | 3勝              |
| 敗戦投手   | R.ロペス J.サンタナ D.ウィリス                                                                | 2敗              |
| 登板       | 大塚晶則 具臺晟 J.サンティアゴ                                                                | 5登板            |
| 先発登板   | 松坂大輔、上原浩治 O.ロメロ 徐在応 B.コローン                                                 | 3試合            |
| 完投・完封 | S.マルティス                                                                                  | 1試合            |
| セーブ     | 朴賛浩                                                                                        | 3セーブ          |
| 投球回     | 上原浩治                                                                                      | 17.0回           |
| 被安打     | 上原浩治                                                                                      | 17被安打         |
| 被本塁打   | 上原浩治 L.ボロト、 J.マルティネス M.バティスタ R.ロペス G.カラーラ 徐錚、趙全勝 C.マイケルズ | 2被 本塁打 (9名) |
| 失点       | C.マイケルズ                                                                                  | 10失点           |
| 自責点     | C.マイケルズ                                                                                  | 10失点           |
| 四球       | D.ウィリス                                                                                    | 6四球            |
| 奪三振     | 上原浩治                                                                                      | 16奪三振         |

## 第1回大会にまつわる逸話

### 開催までの経緯
元々2005年3月に国際大会スーパーワールドカップ（仮称）が予定されていたが、日本野球機構・韓国野球委員会の「MLB機構主催ではなく、きちんと大会運営組織を作るべきだ」などといった反対意見によって1年延期されたという経緯がある。2006年にWBCが提唱された際も同じ理由を基に日本・韓国等が当初は反対したが、利益分配率が再検証された結果韓国は参加を決定した。その後も日本野球機構は日本の市場規模に対して利益分配率が低いと反発し続け、2005年6月まで大会不参加をチラつかせて協議をしたが、MLB機構が参加の回答期限を2005年6月末と区切った事で、今後も大会運営について協議を続けるという方針ながら大筋で大会参加に同意した（「（野球の）国際的な発展を目指すという大義がある」との説明が機構からなされている）。更にオープン戦が行われている3月の調整時期の開催や補償問題で最後まで大会参加を拒否していた日本プロ野球選手会も、NPB側が出場手当や故障時の年俸補償といった条件を見直して説得した事で折れ、最終的に日本（NPB）の大会参加が決定した。
第1回大会 日本代表チームは基本的にはプロ野球選手を主とした編成とし、監督には福岡ソフトバンクホークス監督兼ゼネラルマネージャー・王貞治が就任した。

### 参加・不参加を巡る逸話

#### 参加を表明したメジャーリーガー
12月5日にMLB機構はその時点で出場に合意したMLB所属の177選手を発表した。ドミニカ共和国代表にデビッド・オルティーズ内野手（ボストン・レッドソックス）、アルバート・プホルス内野手（セントルイス・カージナルス）、ロビンソン・カノ内野手（ニューヨーク・ヤンキース）ら29人。オランダはアンドリュー・ジョーンズ外野手（アトランタ・ブレーブス）、プエルトリコはイバン・ロドリゲス捕手（デトロイト・タイガース）、ベネズエラはヨハン・サンタナ投手（ミネソタ・ツインズ）らMLB各チーム主力の名前が並んだ。米国代表にはバリー・ボンズ外野手（サンフランシスコ・ジャイアンツ）、ロジャー・クレメンス投手（ニューヨーク・ヤンキース）らのほかに、オーナーが出場に消極的と伝えられているニューヨーク・ヤンキースのデレク・ジーター内野手ら42人が名を連ねた。

#### 不参加を表明したメジャーリーガー

##### アメリカ合衆国
- バリー・ボンズ外野手（サンフランシスコ・ジャイアンツ）-- 2006年1月に健康（昨年手術した両膝）を理由に不参加を表明。ただし、60人ロースターには名を連ねる。
- ゲーリー・シェフィールド外野手（デトロイト・タイガース）
- ランディ・ジョンソン投手（ニューヨーク・ヤンキース）-- 所属球団が正式に書簡でコミッショナー事務局に怪我の恐れを理由に出場させないように要望。
- CC・サバシア投手（クリーブランド・インディアンス）
- ビリー・ワグナー投手（ニューヨーク・メッツ）

##### プエルトリコ
- ホルヘ・ポサダ捕手（ニューヨーク・ヤンキース）-- 所属球団が正式に書簡でコミッショナー事務局に怪我の恐れを理由に出場させないように要望。ポサダは選手会を使いこれに異議を唱えることもできたが、チームと争うことを望まず出場を見送った。

##### ドミニカ共和国
- ペドロ・マルティネス投手（ニューヨーク・メッツ）-- つま先のけがを理由に開催直前の3月に入って代表を辞退。
- マニー・ラミレス外野手（ボストン・レッドソックス）-- 当初は出場に意欲的だったが、突然辞退を表明。理由は不明。
- ブラディミール・ゲレーロ外野手（ロサンゼルス・エンゼルス）-- 大会直前に親戚が事故死したショックのため辞退。ただし30人ロースターには名を連ねていたため、制度上は飛び入り出場も可能だった。

##### ベネズエラ
- メルビン・モーラ外野手（ボルチモア・オリオールズ）-- 内野手としてではなく外野手として出場させるという首脳陣の方針と合わず不参加。

##### チャイニーズタイペイ
- 王建民投手（ニューヨーク・ヤンキース）-- 2005年後半に痛めた右肩の故障再発の可能性を考慮。

##### 日本
- 松井秀喜外野手（ニューヨーク・ヤンキース※当時）-- 日本代表の4番候補だったが、1か月近くの態度保留を経て、2005年12月27日に出場辞退を発表。
- 井口資仁内野手（シカゴ・ホワイトソックス※当時）-- 2006年1月7日、当初は参加に意欲的だったが松井の後を追うように一転して出場を辞退。井口はWBC出場表明後にテキサス・レンジャーズにトレードされていた大塚晶則に対しても「出場したいけど、厳しい」と話していたことをマスコミの前で伝え、大塚も辞退かと報道されたが、大塚は既にWBC.incに出場合意のサインをしていたため、球団側の働きかけは受け入れられず、大塚の希望どおりに出場が決定した。

#### その他の参加・不参加を巡る逸話
当初はオーナーの意向によって参加に消極的なのではと言われていたニューヨーク・ヤンキースに所属する前述の主砲のアレックス・ロドリゲス（彼の辞退理由は当初から国籍問題）をはじめ、主力選手であるデレク・ジーター、バーニー・ウィリアムス、移籍初年度のジョニー・デイモンなどが相次いで参加を表明した。MLB選手会のCOOであるジーン・オルザは不参加を表明した選手に対して、「どの選手も参加するかしないかの選択の自由はある。ただノーと答えた選手はこのトーナメントの意義や参加しない事により引き起こされる結果をしっかり理解している事を望むだけだ。ここに居ることもそして彼が得た新しい契約も我々選手会が居なければ起こりえなかった。彼のような選手ならなおさらだ」と語った他、WBCの親善大使を務めるトミー・ラソーダは広報のために来日した際、「松井や井口が目の前にいたら私はこう言うだろう。『君たちはここに生まれて教育を受け、給料をもらっておいて、自分の国に恩返しをしたらどうか』」とコメントした。

### イチローの「30年発言」
日本チームのキャプテン的存在であるイチローが1次リーグ前の公式会見で「対戦した相手が、向こう30年は日本には手は出せないな、という感じで勝ちたいと思う」という発言をした。このイチローの発言は特定の国を決して名指ししておらず、大会数か月前から今大会に並々ならぬ情熱を見せていたイチローが、日本チームを鼓舞する文脈で発言したものであるが、このことが韓国のマスコミにより「（韓国は）30年間日本に勝てない」という風に言ったと報道されたため、韓国のファン達に「挑発的な発言」ととられ（韓国の監督も準決勝終了後の記者会見でそのことを認める発言をした）、その後3回行われた日本対韓国戦で韓国応援団のイチローに対する激しいブーイングや韓国選手が日本選手を挑発するような行動が再三出現した（その例として準決勝における鄭成勲（現代）のイチローへのボール放り投げ事件、金炳賢による小笠原道大へのデッドボールなど）。
イチローは、韓国との2度目の対戦で敗北した後にベンチで大声を出して激怒し、その後のインタビューで「僕の野球人生最大の屈辱」という発言をしたが、これは韓国チームが日本に勝った直後にピッチャーマウンドに韓国国旗を突き刺したのを目撃した事、同じ相手に2度負けた上に準決勝進出が絶望的と思われたことが主因だった訳だが、これが前記の誤報もあり「韓国に対して2度も負けたのが人生最大の屈辱」と発言したと韓国ファンに取られて対日感情に拍車をかけ、3度目の対戦となる準決勝前の韓国のスポーツ新聞では「（日本を）30年間泣かせてやる」という見出しが出るほど波紋を呼んだ。しかし、準決勝の結果は日本が勝つという韓国にとっては皮肉な結果となってしまった。

### 表彰式での逸話
第1回大会で日本が優勝し、表彰式で金メダルをかけられた王監督は、スタンドに向かって両手をあげ挨拶をしてそのまま帰ろうとしていたが、優勝トロフィーを贈呈するバド・セリグコミッショナーから呼び止められた。セリグコミッショナーは、トロフィーを二回ほど軽くたたいて、まだこれがあるよという風なジェスチャーをしていた。
決勝戦で先発し、大会最多となる3勝目を挙げて最優秀選手（MVP）に選ばれた松坂は、TVのインタビューで「MVPとったんですけど、これ（＝トロフィーの円盤状の飾り）もうとれちゃったんですね。この辺がアメリカっぽいですけど」と苦笑いしつつ、「後で自分でアロンアルフアでくっつけて直しますけど」と冗談を言ってのけた。その後、アロンアルフアを製造・販売している東亞合成から実際に松坂にアロンアルフアが送られた。
敗れたキューバ選手達は一様に落胆した表情であったが、最後には拍手で初代王者を称えた。また何人かのキューバ選手はイチローに記念写真を求め、イチローも笑顔でそれに応えていた。

### その他の逸話
- キューバのベレス監督は、決勝戦後の記者会見で審判のせいで負けたと不満を表し、「皆も試合を見ただろう、全く酷い物だった」とトム・ハリオン球審を非難した。
- 毎日新聞は、WBCを「野球の国・地域別対抗戦」という名称で報道していたほか、NHKでも極力WBCという言葉を使わず「ワールド・ベースボール・クラシック」と正式名称を使った。
- 韓国の朴明桓投手がドーピング（禁止薬物使用）検査で陽性反応があったため、大会で初めての違反者となった[16]。
- 2006年10月24日、主催者が大会の収益金の中から120万ドル（約1億4,000万円）を、ハリケーン・カトリーナの被災地であるメキシコ湾沿岸地域の住宅再建費用としてアメリカの慈善団体に寄付。この寄付金で、16棟の復興住宅が建設された。16棟という数字は、WBCに出場した16か国・地域にちなんでいる。準優勝したキューバも、その賞金の全額をハリケーン・カトリーナ被災地への寄付金とした。
- 第1回大会の収益から800万ドル（約9億4,400万円）以上を国際野球連盟と参加国・地域に分配されている。
- 1次ラウンドの日本対台湾戦では、台湾選手全員が守備につく際に、日本代表の王監督に向かって脱帽し敬礼していった。

## 第1回大会の傾向と問題点

### 傾向
全体的に前評判の低い国々の健闘が目立つ大会となった。特にオールアマチュアメンバーで準優勝を飾ったキューバ、リーグ戦で6連勝を記録した韓国、アメリカに競り勝ったメキシコ等の活躍が目立ち、強豪国とのレベルの差は戦前の予想よりずっと小さいと印象付けた。
一方、優勝した日本を含め、強豪国と考えられていた国々は苦戦が目立った。特に優勝候補とされたアメリカは第2ラウンドで敗退し、第1ラウンドでもカナダに敗れるなど大会を通じて不振が目立った。
また、準決勝に残った4か国中ドミニカ共和国を除く全ての国が、オリンピックなどの国際大会で好成績を残した実績のある選手を中心としたチーム編成であった事も注目される。

### 投球制限問題
第1回大会では各リーグ戦の試合ごとに投手の投球数制限が定められた。この投球数を超えた投手は投球数を超えた時点における打者との対戦を終えた後に強制的に他の投手と交代となった。
- 第1ラウンド 65球
- 第2ラウンド 80球
- 準決勝・決勝 95球

また投球回数によって登板間隔を空ける制限が定められた。
- 50球以上投げた場合 中4日
- 30球以上50球未満の場合 中1日
- 30球未満でも連投した場合 中1日

この背景には莫大な年俸を支払うMLBの球団側が、アメリカの保険会社に大会中の所属選手の故障に関する補償契約を求めた際、投球数の制限が無いと補償は出来ないと通告された点がある。これに対して、世界一を決める大会に制限は必要無いと主張する日本が唯一の反発の声を上げた。その一方で、この制限が投手起用や継投策などで緊張感や戦略性を生じさせ、結果的にはスリリングな試合展開の一助になったとする声もある。決勝戦では主力2投手を登板させられなかったキューバと投手を温存していた日本が明暗を分けた。
また、アメリカは投球制限から先発投手が長いイニングを投げられないことを見越して、本職の先発投手を3人（クレメンス、ピービー、ウィリス）に絞込み、それ以外のほとんどをMLB各球団のセットアッパー・クローザーで固めた。しかし、先発を極端に絞り込みすぎ、先発の誰かが不調であっても、ロングリリーフをこなせる中継ぎがほとんどいないため、なかなか降板させることが出来ずに、傷口を広げても打つ手が後手後手に回る状態に陥った。しかも、3人しか先発がいないためローテーションも崩すことができず、明らかに不調なウィリスも最後までローテーション通りに先発させる羽目になった。結局、アメリカは豪華リリーフ投手軍団が本領を発揮しないまま、2次予選で敗退した。

### 失点率
失点率とは「失点をその守ったイニング数で割ったもの」で、グループにおける戦績が同じの場合の順位決定方法に当該チーム間の失点率によって決まるとした。
しかし、これがグループでの同じ勝敗での順位決定をわかりづらいものにした。例えば、第2ラウンドの1組（アメリカラウンド）の2敗だったメキシコは2位で準決勝進出するためには、第3戦のアメリカ戦で延長13回までアメリカを無失点に抑えた上で3点以上とって勝利することが必要であった。つまり、少なくとも延長13回までアメリカを0点に抑えると共に自らも意図的に得点を取らず、かつ後攻のため13回以降に3点本塁打または満塁本塁打を打つことが条件であった。これを意図的に達成することは現実的には困難である。しかも、仮に0-0で延長13回裏を迎えたとしても、アメリカが故意に敬遠四球を連発すれば1対0の勝利となってしまい、アメリカがこの条件によって第2ラウンドを突破できる状況にあった場合、メキシコが第2ラウンドを通過できる可能性はなくなる。もっともメキシコも故意四球の場合は空振りを連発して三振をし、アメリカがボークによって走者を出した場合は守備妨害やベースコーチによる肉体的援助を故意に行って走者をアウトにし、イニングを次に進めることは可能である。
そのため、第2回ではダブルイリミネーション方式トーナメント戦が採用され、上位ラウンド進出において前述のようなわかりづらさは無くなった。

### キューバ問題
キューバ共和国は大会開催地のアメリカと国交が無く、アメリカ政府が対立するキューバに対して禁輸措置を行っているため、WBCの利益分配が禁輸措置に違反するという理由によりアメリカ合衆国財務省の海外資産管理事務所がキューバ代表チームの入国を拒否した。これよりキューバのWBC出場が危ぶまれていたが、MLB機構と選手会はキューバに利益分配金が入らないという条件で入国の再申請を行い、また、キューバのカストロ議長も、WBCの分配金をアメリカのハリケーン被害者に全額寄付すると表明。こうした各所でのキューバ参加に向けた積極的な動きによって、最終的にはテキサス・レンジャーズのオーナーを務めたこともあるブッシュ大統領の鶴の一声により財務省もキューバ代表の入国を拒否する理由が失われ、晴れて正式にキューバの参加が可能となった。

### 台湾問題
初期においては台湾のエントリー名は「台湾」とされ、青天白日滿地紅旗（）がその国旗として表記されていた。しかし、中国からの圧力によってチャイニーズ・タイペイと表記され、国旗も五輪旗（）に変更された。

### 審判の問題
開催国チームが自国の審判団によって判定するシステムにも問題があると言われている。第1回大会では審判が総勢32名配備されているが、その内の22名がアメリカ人である。これに対しても、日本はWBC大会本部に意見書を提出し、次回大会（2009年に行われる予定の第2回大会）では、参加する全ての国と地域から審判や運営委員を派遣することを求め、WBC大会本部は「今後検討する」との回答を示した。
またこの大会の審判は当初、MLBの審判で行う予定であったが、プレシーズンのため契約が不成立となり、マイナーリーグの審判を採用することになった。このことも、一連の誤審騒ぎともあいまって問題点として指摘されている。サッカーのワールドカップの審判員（各国のFIFAのトップクラスの審判、且つどのチームとも関係のない中立国の人間）とは対照的となっている。

#### 2006年 日本-アメリカ戦
第2ラウンド1組初戦での日本－アメリカ戦の3-3の同点で迎えた八回表一死満塁の西岡剛の三塁から本塁へのタッチアップが捕球より早かったとし、二塁塁審はセーフとしたものの、バック・マルティネス監督の抗議に応じ、球審のボブ・デービッドソンはアウトと判定を下して、事実上のダブルプレーとなり3死となった。その後、日本は九回裏にサヨナラ安打を許してしまい、3-4で敗れた。
これに対してテレビ中継を担当したESPNの番組内でもアナウンサーや一部の解説者が球審の判断に疑問を呈した。試合後、王監督は記者会見で「一番近い所で見ている審判（二塁塁審）のジャッジを、いくら抗議があったからとはいえ、（球審が）変えるというのは、見たことがありません」、「審判4人は（球審、塁審に関係なく）同じ権利があると思います。責任を持ってジャッジする立場の人間がしたものを、そういう形（球審の独断）で変えるということは考えられない」と、判定そのものよりも判定に至る過程を批判した上で、「特に野球のスタートした国であるアメリカで、そういうことがあってはいけない」とコメントした。二宮清純は、判定が覆った際にバック・マルティネス監督がガッツポーズしたシーンを取り上げて「アメリカの野球が死んだ日」と評した。
韓国の朝鮮日報はこの判定に対して「アメリカは厚顔無恥な詐欺劇を繰り広げた」と掲載。アメリカメディアも誤審との見解を示し、「Oh, What a bad call」（なんて酷い判定だ）と批判した。なお、「Oh」は王監督の名前を、「What a bad call」はWBCをもじっている。
この問題に関して日本が提出した質問書に対し、WBC大会本部は「判定への権限がある主審（球審）は最初からアウトの判定だった」として、「判定は正当である」、つまり、二塁塁審の判定はそもそも無効であり、球審がアウトを宣告した時点で初めてタッチアップに対する判定が下ったものと考えるという見解を示した。日本や世界では「世紀の大誤審」と呼ばれている。また、この誤審で初めてWBCが世界中に認知されたという皮肉も聞かれた。

#### 2006年 メキシコ-アメリカ戦
第2ラウンド1組最終試合の三回裏、メキシコのマリオ・バレンズエラがアメリカの先発ロジャー・クレメンスから放った打球はライトポールに当った（本塁打となる）ものの、前述のボブ・デービッドソンが二塁打と判定した。メキシコのフランシスコ・エストラダ監督らがポールの黄色い塗料が付着したボールを見せ抗議したものの、抗議は却下された。この件に関してメキシコの監督は「球場全体が本塁打だと思ったはずだが、審判だけがそう思っていなかった」、本塁打を打った選手も、「あれ（ポール）がフェンスに見えたんだろう」とコメントしている。試合はメキシコが2-1と勝利し、当該チーム間の失点率で日本の準決勝進出が決定した。

### 開催時期の問題
開催時期が世界のプロ野球シーズン開幕前に設定されたため、プレイヤーが怪我をしてしまうとそのシーズンを丸々損ねかねないという危惧がされている。この件に関しても第2回以降の検討項目とされているが、大会終了後に次回も3月に行う方向で検討していることが発表された。

### 運営上のその他の問題点
第1回大会にはアメリカ偏重のシステムが多々見られた。大会優勝候補とされる中南米・カリブ勢がアメリカと決勝まで当たらないなど不均衡な組み合わせが組まれており、またアメリカは必ず中1日空けての試合で（日本は連戦の時があった）、しかもそれらは抽選等ではなく主催者の一存で決定されている。このあからさまにアメリカが決勝まで勝ちあがりやすいよう意図された組み合わせの結果、同一カードが準決勝までに最大で3戦行われるという奇妙な事態が発生している（日本対韓国がその例である）。このようなリーグ戦を勝ち上がったものによるトーナメントは、改めてその時点で抽選を行うか、同一カードが重ならないようにA組1位対B組2位、B組1位対A組2位というようにクロスさせるのが普通である。韓国は1次予選から唯一6勝全勝だったが、日本に準決勝で敗れたため、特に韓国では不満が大きかった（日本は準決勝までに韓国に2敗を含む計3敗していた。ただし、韓国では準決勝の試合前、それまで2戦2勝していた日本と再戦することを好都合と考える声が大きかったことや、第1ラウンドでの日韓戦は、勝敗に関係なく平等に第2ラウンドに進出できる消化試合であったことも勘案する必要がある）。
そもそも、国際野球連盟（IBAF）が主催するIBAFワールドカップという大会があるにもかかわらず、WBCという新たな大会が開催されたのは、IBAFワールドカップがプロの参加した真の世界一を決める大会となっていなかったためである。これは最大の影響力を持つ団体であるMLB機構が、国際野球連盟に参加していなかったことが影響していた。したがって、MLB機構が音頭をとってプロの参加した真の世界一を決める大会としてWBCが創設されたことは非常に大きな意義を持つ。しかし、MLB機構が主催したためルールの設定、運営がMLB主導でなされることとなった。そのため、参加国から不満が噴出することとなった。
MLB機構はかつて、2004年のアテネオリンピックにMLB所属の選手を出場させない事を決定し、その結果、アメリカのオリンピック地区予選敗退を招いてその責任を問われた事があった。WBCはその屈辱を晴らし、かつアメリカの野球の実力を世界に知らしめる格好の場となるはずであった。だが結果としては、アメリカ有利のシステムを導入したにもかかわらず、第2ラウンド敗退に終わった。その上、2次予選では審判判定問題を引き起こして、大会そのものの信頼性を揺らがせるものとなった。アメリカメディアはこの事態を重く見て、第2回以降の運営を公正化するよう、報道と言う形でWBC大会本部に要求した。

## テレビ放送

### 日本国内での放送
地上波では日本戦を生中継した。またCS放送の「J SPORTS」では全試合を完全生中継した。
またテレビの他にも、準決勝第二試合（日本×韓国）ではTBSラジオ、決勝（日本対キューバ）ではニッポン放送などというように、AMラジオでも放送された。
第1ラウンド
- 2006年3月3日（対中国戦） - TBS： 18時25分〜
- 2006年3月4日（対チャイニーズタイペイ戦） - 日本テレビ： 18時〜
- 2006年3月5日（対韓国戦） - テレビ朝日 ： 18時〜

第2ラウンド
- 2006年3月13日（対アメリカ戦） - 日本テレビ： 5時45分〜
- 2006年3月15日（対メキシコ戦） - テレビ朝日： 8時55分〜
- 2006年3月16日（対韓国戦） - TBS： 11時55分〜
  - TBSは午後からの録画放送をする予定であったが、この試合が日本の準決勝進出がかかる試合だったため、メキシコ戦の後、急遽生放送に変更した。

準決勝
- 2006年3月19日（対韓国戦） - TBS： 11時50分〜
  - 雨で45分間中断した影響で試合が延び、15時30分迄には終了せず、一部の地域では延長して放送された。関東を除く多くの地域では、15時30分から『近未來通信クイーンズオープンゴルフトーナメント』（南日本放送制作）の中継中、右上枠に小さく中継された。なお、このゴルフ中継が生放送でなかった事から、一部の視聴者からは「何故WBCを優先した編成が出来なかったのか」と当該地域の各テレビ局やゴルフ主催者の近未來通信に対して批判の声が上がった。また、同ゴルフはBS-i[19]でも放送された他、WBCを優先した局でも翌日未明に放送した局がある。

決勝
| 地区       | 平均 視聴率 | 瞬間最高 視聴率 |
| ---------- | ----------- | --------------- |
| 関東       | 43.4%       | 56.0%           |
| 関西       | 40.3%       | 52.8%           |
| 名古屋     | 35.6%       | 46.8%           |
| 札幌       | 49.2%       | 60.6%           |
| 北部九州   | 42.9%       | 58.3%           |
| 新潟       | 43.4%       | 58.3%           |
| 仙台       | 41.0%       | 55.1%           |
| 福島       | 42.2%       | 54.8%           |
| 静岡       | 36.1%       | 50.5%           |
| 岡山・香川 | 36.7%       | 49.5%           |
| 広島       | 34.1%       | 48.2%           |
- 2006年3月21日（対キューバ戦） - 日本テレビ： 10時45分〜
  - 中継は、13時55分迄だったが、試合が延び、15時15分迄延長して放送された。15時15分から『ザ・ワイド』の中でもWBC関連のニュースが放送された。
  - そのほか、琉球放送（TBS系列）では視聴者の要望を受けて急遽深夜に録画したものを放送した。

### 日本国外での放送
アメリカ代表チームは第2ラウンド敗退に終わったため、準決勝・決勝とも同国内で取り扱ったのはESPN一局だけで、その放送もNCAAの他のスポーツ中継（レスリング＝準決勝時、バスケットボール2次予選、ノートルダム-ミシガン大学戦の延長戦＝決勝時）のため試合途中からの放送だった。